# オブリガシオン・フォンシエール
オブリガシオン・フォンシエール (仏：Obligation Foncière)は、 フランスの通貨金融法典に基づく、住宅ローン及び公共体向け投融資を担保資産とする法定カバード・ボンドである。

## 歴史
オブリガシオン・フォンシエールは、1852年2月28日付けデクレによって、最初の制度的枠組みが与えられている。
現在の法的枠組みは、1999年の貯金及び金融の安全に関する1999年6月25日法律第532号によって整備され、経済及び金融の改革のための緊急措置に関する2001年12月11日法律第1168号により、適格担保資産の範囲が拡大されている。
その後、2010年に銀行及び金融の規制に関する2010年10月22日法律第1249号により、法的枠組みの強化が図られている。
なお、これらの改正については、通貨金融法典に組み入れられている。
欧州の中でも厳格な法規制に基づくフランスのオブリガシオン・フォンシエールなどは、制度設計、実績などから、ストラクチャード・カバード・ボンドや他国の法制カバード・ボンドと区別して、投資家から捉えられている。

## 発行体
オブリガシオン・フォンシエールの発行は、健全性監督機構の同意を得て設立された金融機関としてのステータスを持つソシエテ・ドゥ・クレディ・フォンシエール(仏：Société de Crédit Foncier)が行う。
ソシエテ・ドゥ・クレディ・フォンシエールは、出資銀行との資産分離が明確に行われており、担保資産プールは、出資銀行からソシエテ・ドゥ・クレディ・フォンシエールに移される。
また、①不動産担保貸付や公的セクター向け貸付などの実施、②オブリガシオン・フォンシエールの発行という2つの事業目的のみを有する。
通貨金融法典により、オブリガシオン・フォンシエールの発行体としてソシエテ・ドゥ・クレディ・フォンシエールを設立することを法定している点が特徴的である。

## 適格担保資産
適格担保資産は法令によって厳格に定められており、
①第1順位の不動産抵当権付融資又は保証付不動産融資
②欧州経済領域諸国、スイス、アメリカ合衆国、カナダ、日本、オーストラリア及びニュージーランドの中央政府や地方自治体など公共体向けエクスポージャー又は公共体によって保証されたエクスポージャー
③欧州経済領域諸国、スイス、アメリカ合衆国、カナダ、日本、オーストラリア及びニュージーランドの流動化ビークルの証券化商品となっている。
担保資産プールに異なる担保資産を組み入れることが認められており、上記①、②、③を含む担保資産プールを構成している発行体もある。
なお、他の会社への出資を行うことはできない。
Loan To Valueは、不動産抵当権付融資のうち、居住用不動産については最大80％、商業用不動産については最大60％である。
保証付不動産融資については、保証会社がソシエテ・ドゥ・クレディ・フォンシエールの属するグループの連結決算に含まれない場合のみ、適格担保資産とすることができるが、資産の35％までしか保有することができない。

## 投資家保護
担保資産プールから生じるキャッシュフローは、オブリガシオン・フォンシエールの償還に優先的に当てられる。
仮にソシエテ・ドゥ・クレディ・フォンシエールが倒産手続に入った場合、オブリガシオン・フォンシエールの投資家は、租税を含むほかの全ての債務者に優先し、期日払いが維持される。
また、ソシエテ・ドゥ・クレディ・フォンシエールの親会社が倒産手続に入った場合であっても、商法典第6巻に規定されている倒産法の規定を適用除外とする規定を設けており、担保資産プールは親会社の一般責任財産と完全に区別されている。
優先請求権を保証する観点から、超過担保比率(オブリガシオン・フォンシエールに対する、担保資産プールの割合)を常に102％以上に維持することや資産と負債の残存期間と金利を同水準にすること、180日間の流動性を確保することが求められている。
なお、親会社とソシエテ・ドゥ・クレディ・フォンシエールの間には密接な関係があることから、親会社がSCFに対して支援をすると見なされている。例えばDexia Crédit Localのソシエテ・ドゥ・クレディ・フォンシエールであるDEXMAの場合、親会社からの財政的支援が予定されている。また、親会社が協同組織(例えば、カンパニー・ドゥ・フィナンスモン・フォンシエールの属するBPCEグループ)である場合、中央機関が個別協同組織の流動性及び支払能力を保全する措置を取ることが法令によって義務付けられており、ソシエテ・ドゥ・クレディ・フォンシエールに対しても支援することが予定されている。
ソシエテ・ドゥ・クレディ・フォンシエールという形態を活用することによって、カバード・ボンドの投資家に対して、親会社の破綻などの影響を受けにくいことをより明示的にしていることなどから、フランスのオブリガシオン・フォンシエールが数あるカバード・ボンドの中でも最も倒産隔離の手当てができている、という評価も聞かれる。

## 監督・監査
ソシエテ・ドゥ・クレディ・フォンシエールは、金融機関として健全性監督機構の監督下に置かれる。他の金融機関と同様に、健全性監督機構に対して、内部統制及び流動性に関する報告を行う。また、ソシエテ・ドゥ・クレディ・フォンシエールとして、資産の詳細について年4回、超過担保比率について年2回報告を行う。
また、ソシエテ・ドゥ・クレディ・フォンシエールは、金融機関として、2独立監査人を任命し、これらの独立監査人から決算などについての監査を受ける。
また、オブリガシオン・フォンシエールの発行体として、ソシエテ・ドゥ・クレディ・フォンシエールは、健全性監督機構の同意を受けて特別監査人を任命する。特別監査人は、ソシエテ・ドゥ・クレディ・フォンシエールの資産が担保資産プールの適格性を有していること、超過担保比率が102％を超えていること、資産と負債の残存期間と金利が適切な水準にあること(アセット・ライアビリティ・マネジメント)、法令遵守などについて監査を行う。
ソシエテ・ドゥ・クレディ・フォンシエールの設立には健全性監督機構の同意が必要であり、同機構と同機構が選任する特別監査人によって担保資産プールの監視、ソシエテ・ドゥ・クレディ・フォンシエールが行う貸出及び債券発行業務が監督されているなど、公的部門による厳格な監督体制がとられており、こうしたスキームによってオブリガシオン・フォンシエールの信頼性が維持されている。